# Cementerio de San José (Granada)
El cementerio de San José es un cementerio español situado en la ciudad de Granada, España. Se ubica en la dehesa del Generalife, al este de la ciudad, en el entorno monumental de la Alhambra. Ocupa unos 110 000 metros cuadrados distribuidos en 19 patios. Data del siglo XIX. 
Actualmente está gestionado por Emucesa, una empresa municipal encargada de su mantenimiento, así como de los servicios funerarios que en él se prestan. Esta empresa se ha visto envuelta en casos de corrupción y ha sido denunciada por realizar exhumaciones masivas de difuntos sin avisar a los familiares, habiendo exhumado y depositado en fosa común las cenizas incluso de personajes ilustres que en su día fueron inhumados a perpetuidad, como el general Fernando López Domínguez, entre otros muchos. Sin embargo, en el patio islámico, construido en 1937 para enterrar a los difuntos de la Guardia Mora del general Franco, todas las sepulturas siguen siendo a perpetuidad, en virtud de un convenio con la comunidad musulmana.

## Historia
El actual cementerio surgió a partir del cementerio de las Barreras, levantado en 1805 junto al Palacio de los Alixares, debido a una epidemia de fiebre amarilla que asoló la ciudad. Siguiendo las directrices racionalistas de la Real Cédula de 1787 del rey Carlos III de España, se ubicó a extramuros de la ciudad, en el entorno monumental y paisajístico de la Alhambra. Esta ubicación fue escogida por una comisión de médicos tras años de tardanza que llevaron, junto a la negligencia de las autoridades, a una situación límite en la que la población enterraba los cadáveres en terrenos que no estaban ni acotados ni bendecidos para ello.

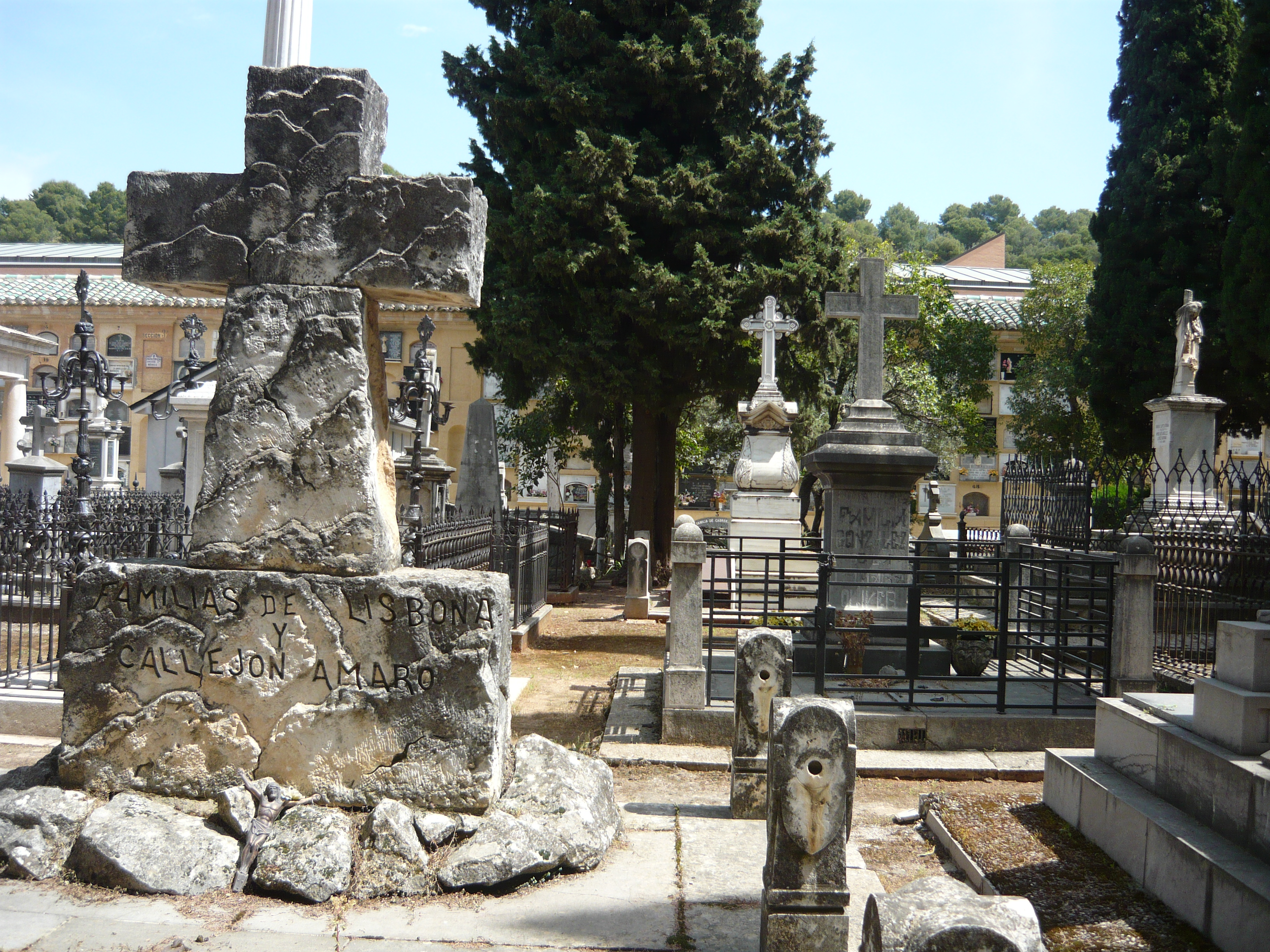
Panteones y lápidas del patio primero del cementerio.

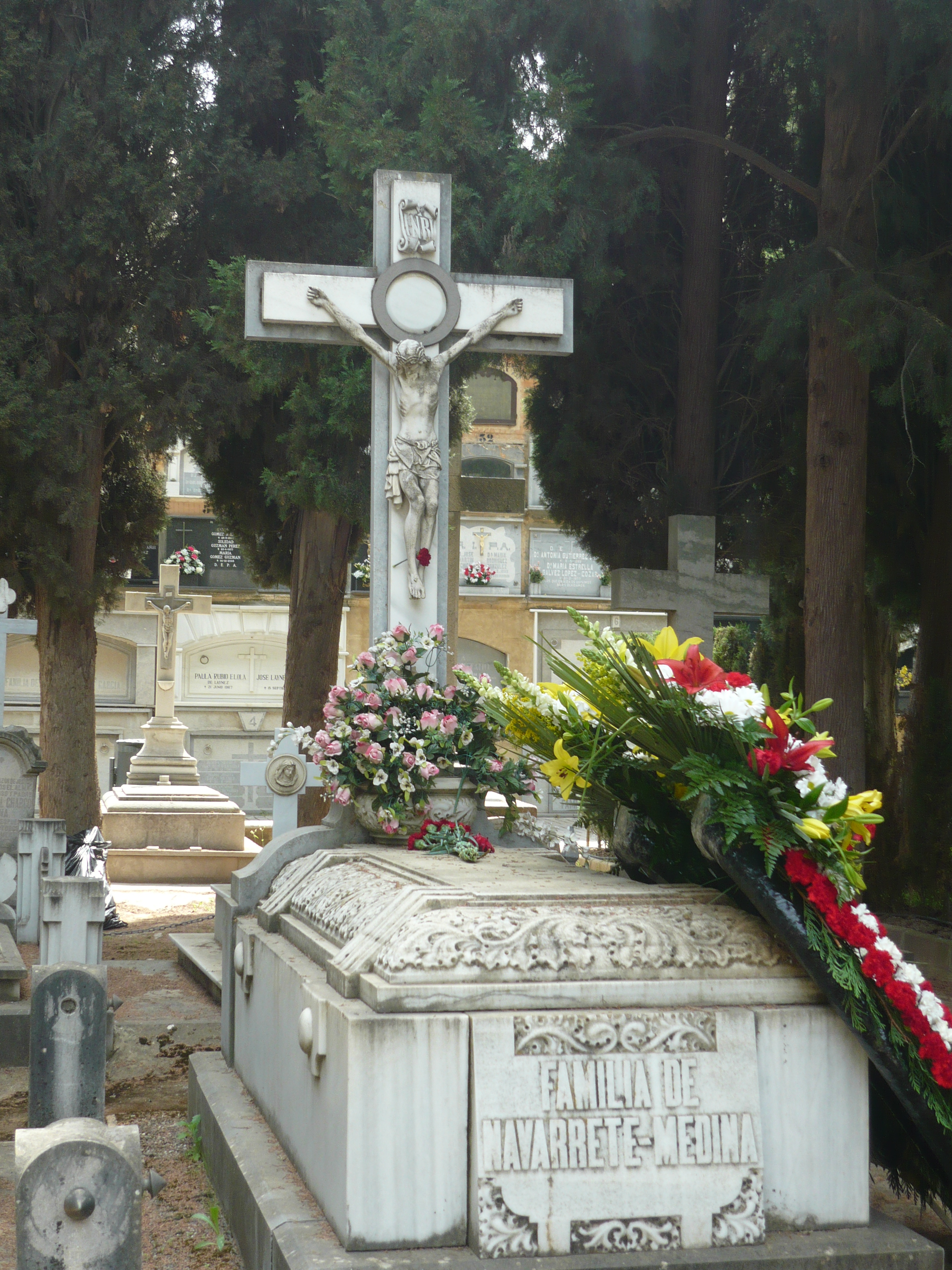
Panteón de la familia Navarrete-Medina, en el patio segundo.

El 18 de abril de 1805, la comisión elige una serie de ubicaciones idóneas que acuerda con las autoridades. La más apropiada es la denominada Haza de las Escaramuzas, al este de la ciudad, a una gran altura, nivelada y con una tierra de buena calidad. Se establece provisionalmente ahí el Cementerio de las Barreras en 1805. La prohibición de enterramientos en suelo urbano y el gusto por el emplazamiento del cementerio, con excelentes vistas tanto de la ciudad de Granada y su Vega como de Sierra Nevada llevan al cementerio de las Barreras a convertirse en el principal cementerio de Granada, abandonándose otros como el cementerio de Almengol en la ribera del río Beiro, el de Fajalauza o el del Camino de San Antón El Viejo. Así, en 1842 se propone establecer de manera definitiva y oficial allí el cementerio de la ciudad, construyendo los patios primero y segundo. El nuevo cementerio proyectado suma 5000 sepulturas a las 7000 del antiguo cementerio de las Barreras. 
Desde entonces, el cementerio de Granada se ha seguido desarrollando de una forma un tanto caótica, según las necesidades y modas constructivas de cada época, mediante proyectos inconexos sin un plan de desarrollo integral y armónico. Así, se encuentran fosas de tierra, prohibidas a finales de los años setenta y ya desaparecidas, edificios de nicho de párvulos, columbarios y bóvedas de distintas formas y alturas, panteones y tumbas sin orden en su distribución, patios civiles ya desaparecidos, recintos religiosos y pequeñas zonas ajardinadas.
Está incluido en la lista de Bienes de Interés Cultural de la ciudad de Granada por la Junta de Andalucía, debido a que posee importantes muestras de la arquitectura y la escultura funerarias, románticas y de épocas posteriores, catalogadas y realizadas por los artistas e imagineros locales, y algunos foráneos, más significativos. Además, posee los restos del Palacio de los Alixares (que data del siglo XIII-XIV) junto al que fue construido, principalmente el fortín y las canalizaciones de agua instaladas en el siglo XIX por los franceses.
Durante la guerra civil española y la Dictadura franquista en las tapias del cementerio tuvieron lugar fusilamientos masivos llevados a cabo por los sublevados. Se cree que pudieron ser fusiladas entre 3969 y 5000 personas.
En 1991, el Ayuntamiento de Granada creó la Empresa Municipal de Cementerio y Servicios Funerarios de Granada (EMUCESA), con capital íntegramente municipal, para dotar a la ciudad de servicios funerarios acordes con las necesidades existentes.
De las primeras labores de la empresa fue elaborar un plan de desarrollo integral del cementerio que permitiera ordenar y modernizar el recinto mediante un desarrollo armónico, integrándolo en el recinto monumental y paisajístico que lo rodea y posibilitando su rehabilitación y conservación, en especial de las zonas históricas. Dicho plan integral ha obtenido el reconocimiento de la ciudad y el sector funerario, así como de la Universidad de Granada y Oporto, la Academia de Bellas Artes de San Fernando o la Asociación Granada Histórica y Cultural, entre otros.

## Patios principales

### Patio primero

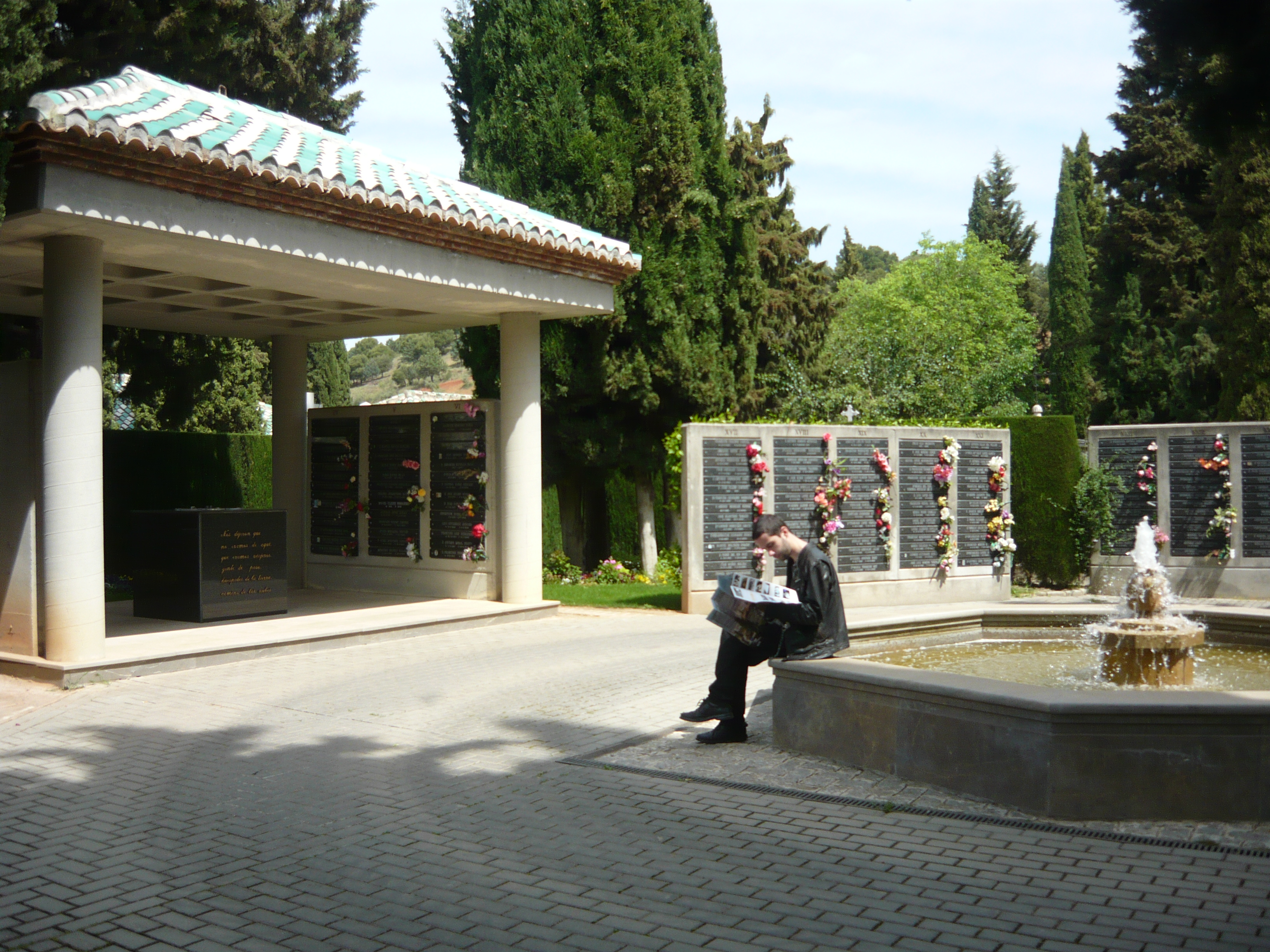
Cinerarios del patio segundo.

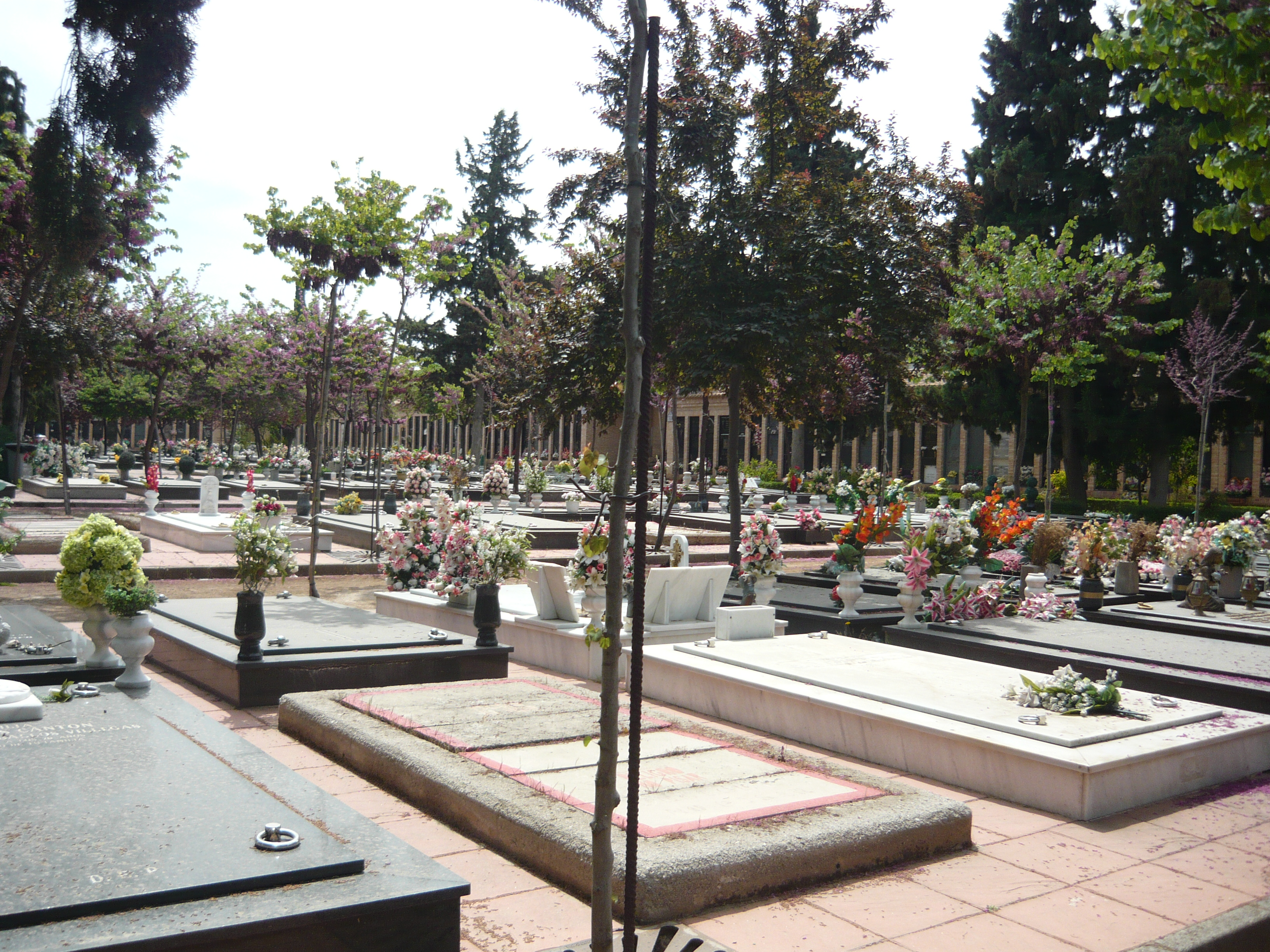
Lápidas en el patio de la Ermita.

Data del siglo XIX, si bien en su interior se encuentran también obras del siglo XX. Posee panteones familiares y esculturas de gran valor artístico pertenecientes a personajes ilustres de la ciudad de Granada. Entre los panteones a destacar se encuentran los siguientes:
- Panteón Familia López Ruiz (obra de Nicolás Prados López, 1949)
- Panteón de Melchor Almagro (obra de Agustín Querol y Subirats, 1893)
- Panteón Familia Herrera (obra de José Navas-Parejo, 1921)
- Panteón Familia Jiménez de la Serna (obra de José Navas-Parejo, 1922)
- Panteón Familia Peso Blanco (obra de Manuel Garnelo y Alda, 1910)
- Panteón Familia Góngora Carpio (obra de F. Nicoli, 1911)
- Panteón Familia Mirasol (obra de la Escuela Granadina, 1881)
- Panteón Familia Vílchez Díaz de la Guardia (obra de la Escuela Granadina, 1895)
- Panteón de Ángel Ganivet (Tumba muy sencilla y humilde, según deseo expreso del escritor, 1898)
- Panteón Familia Morentes Escobar (obra de los talleres Navas-Parejo, 1928)
- Panteón Familia Bandrés (obra de los talleres Navas-Parejo, 1930)
- Panteón Familia Valverde Márquez (obra de los talleres Navas-Parejo, 1930)
- Panteón de José María Rodríguez Acosta (obra de Enrico Butti, 1900)

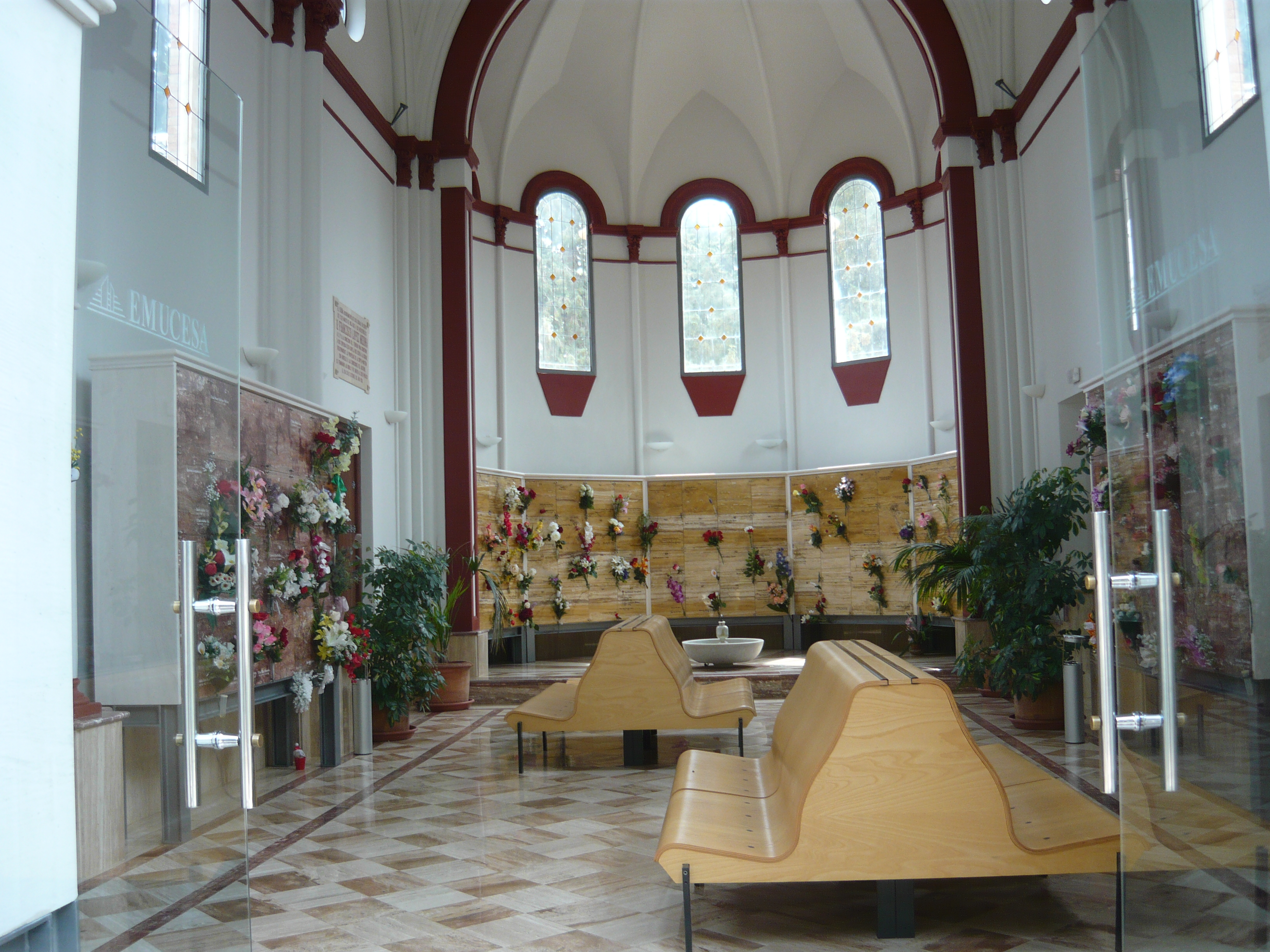
Interior de la ermita.

### Patio segundo
También conocido como el Patio de los Ángeles, por la gran variedad de estas figuras esculpidas en él, posee panteones de los siglos XIX, XX y XXI. En el año 2004 se rehabilitó, desarrollando en sus zonas centrales espacios cinerarios ajardinados. Entre sus panteones más interesantes destacan:
- Panteón Familia Miralles (obra de José Navas-Parejo, 1917)
- Panteón Familia Trujillo (obra de la Escuela Granadina, 1917)
- Panteón de Francisco Seco de Lucena (obra de Pablo Loyzaga Gutiérrez, 1906)
- Panteón Familia Serrano (obra de la Escuela Granadina, 1907)
- Panteón Familia Lozano Castillo (obra de Adolfo Carrasco Claravana, 2007)
- Panteón de Manuel Rodríguez Torres (1907)

Este último panteón, perteneciente al médico y filántropo Rodríguez Torres, es un famoso lugar de peregrinación debido a la creencia popular de que el Cristo esculpido en el panteón, conocido como el Señor del Cementerio, realiza milagros. Tras la muerte de Torres, se produjo una gran afluencia espontánea de personas que se acercaban a la tumba para manifestar su gratitud por la entrega y dedicación a los más necesitados del médico. Con el paso del tiempo los fieles dedicaron sus oraciones a la escultura neoclásica del Cristo despojado de sus vestiduras que preside el panteón, y más tarde se empezó a forjar la creencia de que dicha escultura era milagrosa. 
En 2002 la familia Torres donó el panteón a la ciudad, y en 2005 se restauró y protegió la imagen para evitar el deterioro producido por el pasamanos de los devotos.

### Patio tercero
Se trata del patio romántico del cementerio de Granada, de los siglos XIX y XX. Caracterizado por un conservado caos que refleja a la perfección la tipología de cementerio romántico del siglo XIX, que le ha valido su selección entre los cementerios europeos para el rodaje de películas y documentales de la época, destacando "Wilde" (1997), dedicada a la vida del escritor y dramaturgo irlandés Oscar Wilde.

### Patio de la Ermita
Este patio de lápidas del siglo XX está coronado por la ermita, una capilla neorrománica terminada y abierta al culto en 1908, donada a la ciudad por el empresario Francisco López Medina. En 2003 fue reformada según un proyecto de Miguel Rivas, director técnico de Emucesa, habilitándola como espacio para la inhumación de cenizas.

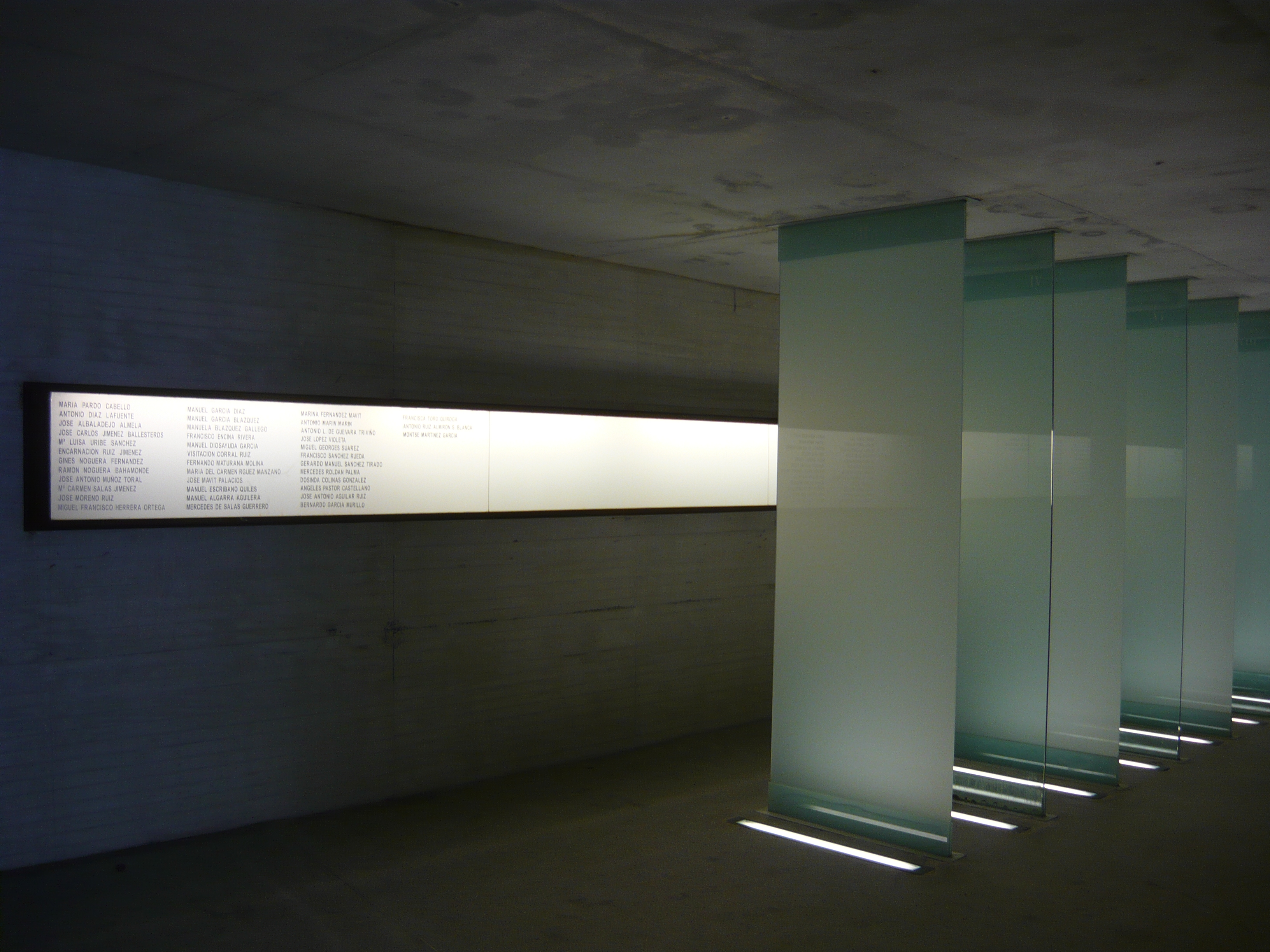
Interior del Espacio Memoria de Granada.

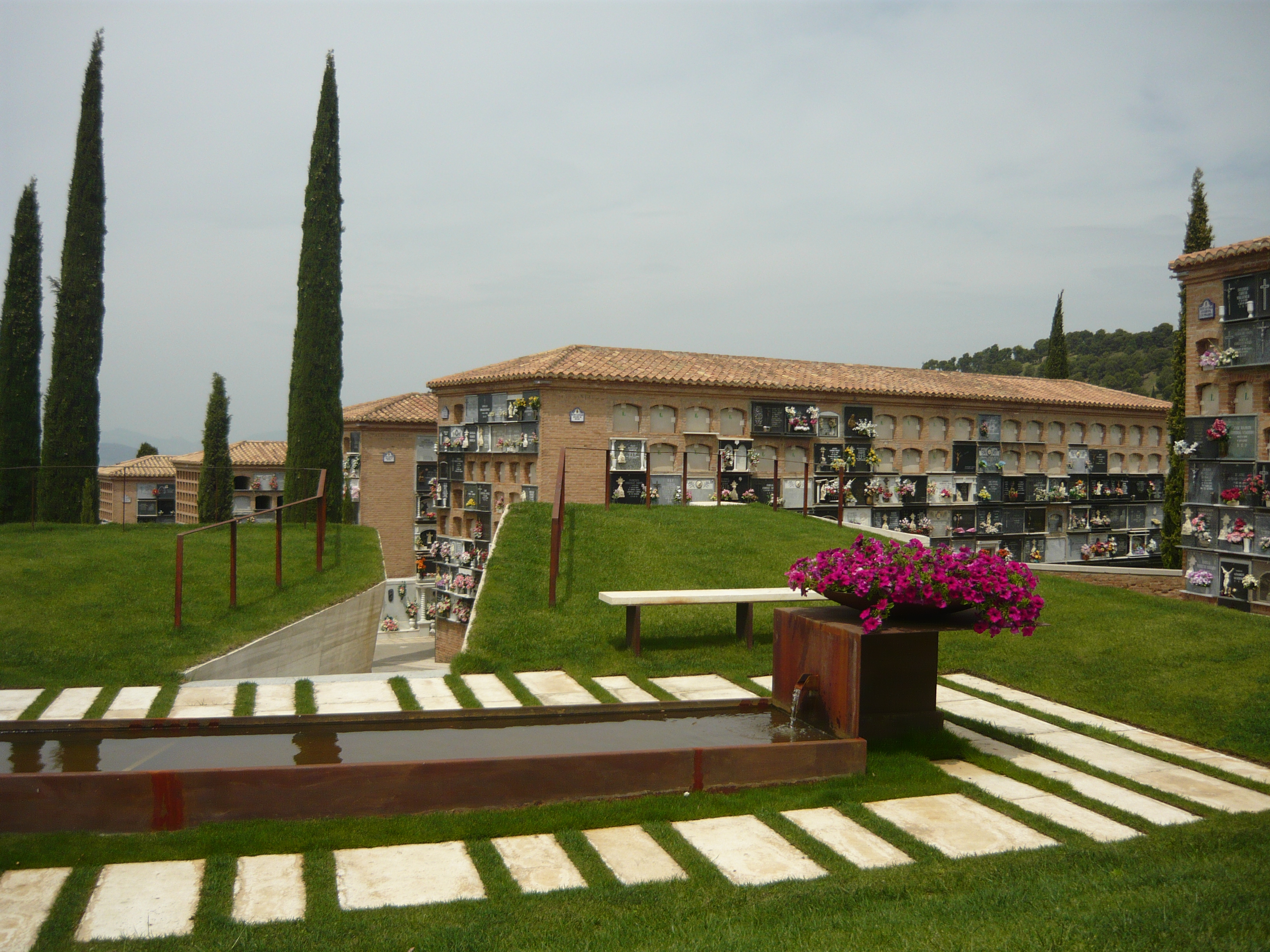
Vista general del patio de San Juan.

### Patio de San Miguel
En un terreno elevado al que se accede mediante ascensores desde el patio de San Julio, se encuentra el Patio de San Miguel o Patio de los Miradores. En él se encuentran una serie de miradores que permiten apreciar el paisaje que rodea al cementerio, unas excelentes vistas de Sierra Nevada y la Vega de Granada.

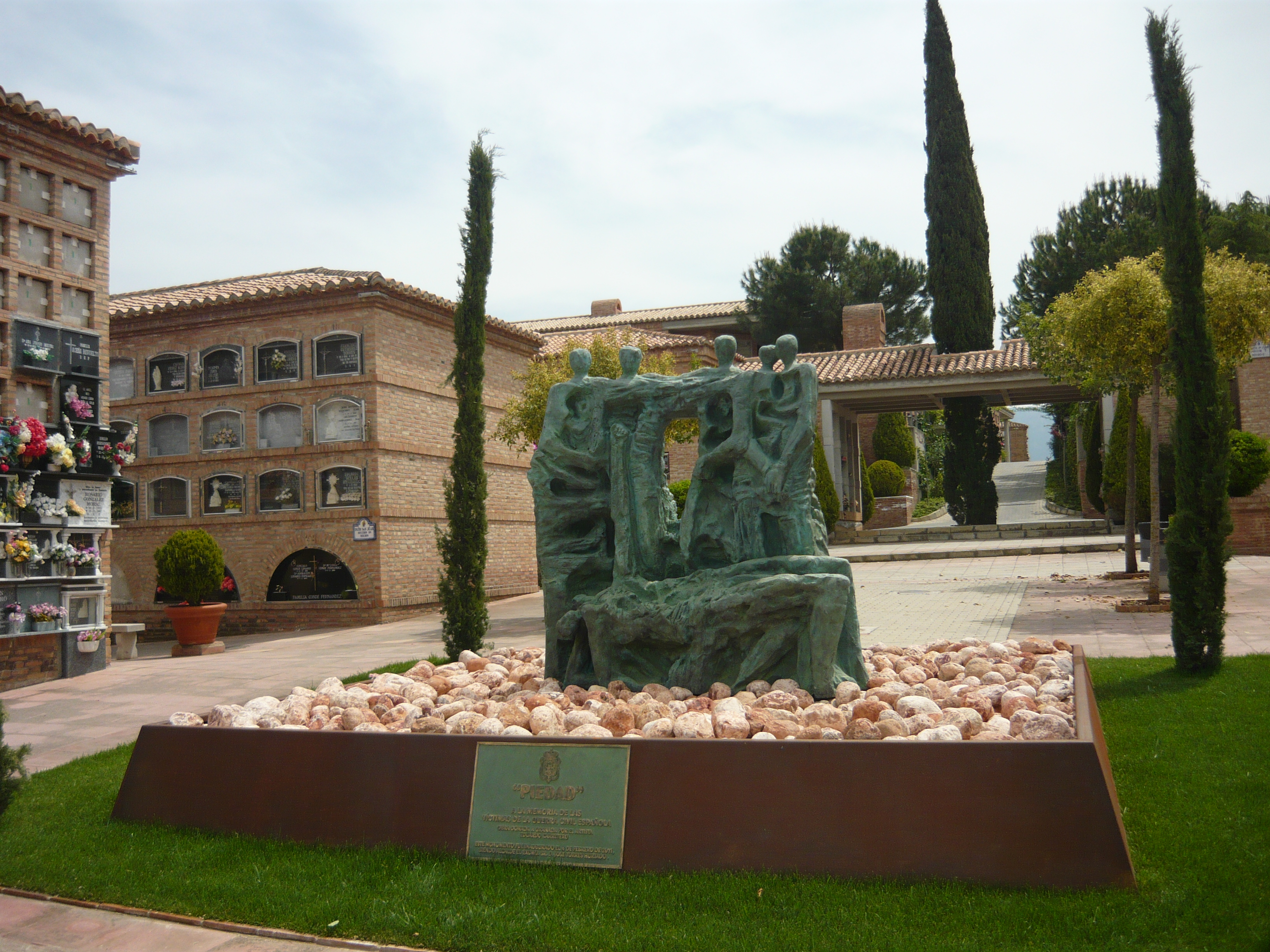
"Piedad", de Eduardo Carretero.

### Patio de San Cristóbal
En él se situaba la Almunia Real de los Alixares, fastuoso palacio de reyes nazaríes concebido por Muhammad V como lugar de retiro y oración. Sus alarifes lo construyeron entre 1375 y 1394 según sus indicaciones. Se conoce su estructura gracias a la descripción del poeta árabe Ibn Asim y al tapiz de la Batalla de la Higueruela que se conserva en la sala de batallas del Monasterio de El Escorial.
Estaba compuesto por cuatro torres o qubbas que encerraban un espacio cuadrangular, rodeado por unos pórticos abovedados de esbeltas columnas y ricamente decorado con vidrios de colores que refractaban la luz del sol.
En una serie de terremotos de gran intensidad que se dieron durante la Batalla de la Higueruela, en 1431, el palacio se arruinó y sus restos quedaron esparcidos por el lugar. En el año 2006 se rehabilitaron recreando el huerto-jardín, recuperando la alberca y adaptando el espacio para realizar en él actividades culturales.

### Patio de San Juan
En este patio de nichos se encuentra el Espacio Memoria de Granada, obra de los arquitectos Eduardo Jiménez y Yolanda Brasa. Construido en 2007, se entiende como un espacio relacionado con el pasado del cementerio y del lugar, con el palacio de los Alixares y el recinto de la Alhambra. Bajo su jardín se encuentra un espacio tranquilo y oscuro para recordar a los difuntos.
Destaca la escultura "Piedad", obra de Eduardo Carretero inspirada en la Piedad de Miguel Ángel, con la que se recuerda a las víctimas de la guerra civil española. Dicha obra fue controvertida, y despertó recelos por parte de la Asociación para la Recuperación de la Memoria Histórica, para quien la obra no representa a todas las víctimas. Igualmente, Izquierda Unida rechazó la obra por considerarla un icono católico que puede herir las creencias individuales.
En declaraciones del autor de la obra, Eduardo Carretero, la Piedad (su obra) es un sentimiento, y no una imagen religiosa, y representa la crudeza y horror de la guerra. Así, la obra "no es bonita, porque no fue bonito el momento que representa".
Sin embargo, las quejas de la Asociación para la Recuperación de la Memoria Histórica están motivadas más que por la obra en sí, por la negativa del Ayuntamiento de Granada, presidido por el popular Torres Hurtado, a colocar una placa en el muro donde se produjeron los fusilamientos por parte del bando franquista durante la Guerra Civil y la posterior Dictadura.

### Patio de Santiago
Típico ejemplo de enterramientos en nicho, habituales en España, posee gran riqueza de textos, imágenes, símbolos y tradiciones en sus lápidas. Se destaca el panteón de Emilio Herrera Linares, aviador y científico, obra de Rogelio Martín (1993).

### Patios de San Antonio y San Francisco
Situados al final del patio de Santiago, componen una serena estampa entre árboles, jardines y tumbas blancas. Aquí se encuentra la tumba del cantaor Enrique Morente.

### Patio de las Angustias
Un recoleto patio intimista del siglo XX, del cual destacan el panteón de la familia Fernández Osuna, obra de Nicolás Prados López (1959) y el Arco de las Angustias.